# Rabia Salihu Sa'id
Rabia Salihu Sa'id   (Wangara, 21 d'abril de 1963) el seu cognom també s'escriu Said, i Saeed. és una física nigeriana, professora de física atmosfèrica i de meteorologia espacial, i investigadora en la Universitat de Bayero Kano. Realitza investigacions en atmosfèrica i física espacial, física de partícules, i electrònica. Sa'id és defensora i mentora de les joves científiques en la Fundació Visiola i en Cos de Pau; va ser cofundadora de l'Associació de Dones Físiques de Nigèria. És defensora i mentora de l'educació en Ciències, Tecnologia, Enginyeria i Matemàtiques (STEM) i és facilitadora del Programa de Ciutadans Actius del British Council.
Sai'd ha rebut beques de l'Institut de Física Aplicada de Berna, Suïssa i de la Fundació Ford i ha estat becària de l'Institut Científic Africà (ASI). Al 2015, va rebre el Premi de la Fundació Elsevier per a Dones Científiques en el Món a Desenvolupament. També va ser reconeguda el 2015 pel British Council pel seu treball comunitari, i per la BBC com a part de la seva sèrie 100 Women (BBC).

## Biografia
Rabia Sa'id va néixer a Wangara, un poble a Gezawa l'àrea del govern local d'Estat de Kano, al nord de Nigèria, on les nenes tenen poques oportunitats d'educació, moltes es casen a l'adolescència, i s'espera que les dones es quedin a casa. El seu pare, tanmateix, volia que es convertís en doctora. Era un oficial de l'exèrcit nigerià.
Sa'id assistia a una escola de l'Exèrcit en la part superior de la seva classe. Va decidir casar-se a l'edat de 18 anys, una vegada que es va graduar de l'escola secundària. És mare de sis fills. Dos dels seus fills necessitaven atenció mèdica (un d'ells va néixer amb peu sancallós i un altre amb malaltia de cèl·lules falciformes), el que es va sumar al seu desafiament personal d'obtenir títols d'educació superior.

## Educació i principi de carrera professional
Sa'id va començar la seva educació universitària a l'edat de 29 anys i va dirigir una escola bressol per pagar la seva educació. És Llicenciada en Ciències, i Doctora en Física per la Universitat Bayero de Kano. El setembre del 1999, va començar a treballar com a Assistent de Postgrau a la Universitat de Bayero. L'any 2002, al Programa Internacional de Beques (IFP) de la Fundació Ford, va estudiar per a un mestratge en Medi Ambient i Desenvolupament de la Universitat de Reading a Gran Bretanya.

### Professora
Va començar a treballar el 1999 per a la Universitat Bayero, on ara és professora de cursos de pregrau i postgrau en física atmosfèrica i de meteorologia espacial.
Per l'abril de 2012, militants del grup islamista Boko Haram van matar 16 persones i van ferir moltes més en una església del campus universitari, com a part d'una campanya per eliminar l'educació occidental i establir un Estat islàmic. Sa'id coneixia dues de les persones que van morir aquell dia; era a casa amb els seus fills. La seguretat s'ha reforçat en la universitat des de l'atac. Al 2015, va ser nomenada vicedegana de la Divisió d'Assumptes Estudiantils de la universitat.

### Investigació
Va rebre un lloc d'investigació en la universitat, a on realitza investigacions en atmosfèrica i física espacial, física de partícules, i electrònica. La seva recerca es porta a terme per resoldre els desafiaments ambientals de Nigèria. Per reduir el nombre d'arbres tallats per a llenya, per exemple, es va dur a terme un estudi sobre l'ús de trossos de fusta de projectes de fusteria per a briquetes que podrien utilitzar-se com a combustible, el que reduiria la velocitat a la qual els boscos del país disminueixen. També recopila dades atmosfèriques, y estudia els efectes de desforestació. y aerosols de pols en temperatures climàtiques. El seu objectiu és fomentar una més gran dependència a Nigèria [de les fonts de energia renovables -com la energia eòlica, solar i hidroelèctrica- que són menys nocives per al medi ambient que les dels combustibles fòssils.
Al 2010, va treballar amb C. Matzler, científic en teledetecció terrestre i atmosfèrica, a l'Institut de Física Aplicada de la Universitat de Berna, Suïssa, com a investigadora visitant durant quatre mesos. El gener de 2013, va ser nomenada membre de l'Institut Científic Africà (ASI) en Física.

### Abast d'STEM
Sa'id està activa en STEM. És cofundadora de l'Associació de Dones Físiques de Nigèria el 2011, que encoratja les dones a convertir-se en físiques, cerca millorar l'educació en física en les escoles i atorga premis a les dones joves. També fomenta la participació dels joves com a mentors en projectes científics locals i nacionals, voluntariat per a la Fundació d'Antics Alumnes del Cos de Pau de Nigèria i la Fundació Visiola. Diu que participa activament en la difusió d'STEM perquè hi ha pressió de grup i obstacles que les nenes, especialment les del nord de Nigèria, han de superar per obtenir títols i carreres en aquests camps. A més a més, «més nenes en la ciència significarà que les solucions que ofereix la ciència no únicament s'adapten a les necessitats d'un únic gènere». També, existeix una major apreciació per les carreres en què existeixen aplicacions pràctiques, com la banca i la medecina.

## Reconeixement
Al 2015 va rebre un dels cinc premis de la Fundació Elsevier per a dones científiques del món en desenvolupament.Presentat en col·laboració amb l'Organització per a les Dones en Ciència per al Món a Desenvolupament (OWSD) i L'Acadèmia Mundial de Ciències (TWAS), els premis d'aquest any van ser] per als camps de física i matemàtiques, amb el premi Sa'id al camp de física atmosfèrica. Va rebre el premi pel seu treball sobre els desafiaments ambientals de Nigèria, que es va presentar el 14 de febrer de 2015 en la reunió anual de l'Associació americana per l'avanç de la ciència (AAAS) a San José, Califòrnia.
L'agost de 2015, Sa'id va ser entrevistada per la periodista de la BBC Claudia Hammond per a un article sobre el BBC World Service, i va ser presentada en la sèrie anual de BBC's 100 Women (BBC), destacant els seus esforços per promoure l'educació científica a Nigèria. A l'any següent (2016) va aparèixer a la revista en línia The Nigerian Acadèmia en una llista de distingides dones nigerianes en la ciència.

## Defensora
A més a més de la tutoria que ella fa per al Cos de Pau i Visiola per a l'abast d'STEM, és una facilitadora per al Consell Britànic Programa de Ciutadans Actius, que anima els joves a desenvolupar habilitats de comunicació eficients i pacífiques per al desenvolupament sostenible [a | en] les seves comunitats.
Va ser una de les nou persones honrades com «defensores» a Nigèria al març de 2015 com a part de Dia Internacional de les Dones pel British Council i dos dels seus programes de desenvolupament, el Programa d'Estabilitat i Reconciliació de Nigèria (NSRP) i el programa de Justicia per a tothom (J4A).